# Solanum bahamense
Solanum bahamense är en potatisväxtart som beskrevs av Carl von Linné. Solanum bahamense ingår i släktet skattor som ingår i familjen potatisväxter. Inga underarter finns listade i Catalogue of Life.